# Hiša Bassi - Fabris
Hiša Bassi - Fabris je ena izmed zgradb na piranskem Tartinijevem trgu. 
Stavba se nahaja na vzhodni strani Tartinijevega trga in je za celotno širino fasade pomaknjena iz linije tržnega plašča v tržni prostor. S svojo razgibanostjo in oblikovnim bogastvom ter kovano baročno balkonsko ograjo ustvarja živo nasprotje klasicističnemu arhitekturnemu slogu cerkve svetega Petra v neposredni bližini. Z glavno fasado je obrnjena na trg, kamor se skozi njen polkrožno zaključen obok v pritličju izteka v Ulico svobode. Stavba je bila v baroku temeljito prezidana, vendar ima nedvomno srednjeveške osnove. Njena glavna (zahodna) fasada je zasnovana v treh nadstropjih. Vsa okna v nadstropjih so tipično baročna s skrbno izdelanimi kamnitimi okvirji in policami. Fasada se zaključuje s tremi polkrožnimi loki. Tudi južna stran je obrnjena na Tartinijev trg in je podobna glavnemu pročelju.